# Mnasicles thymoetes
Mnasicles thymoetes is een vlinder uit de familie van de dikkopjes (Hesperiidae). De wetenschappelijke naam van de soort is voor het eerst geldig gepubliceerd in 1941 door Kenneth Hayward.